# Сапаруа (район)
Сапару́а (індонез. Saparua) — один з 14 районів округу Центральне Малуку провінції Малуку у складі Індонезії. Розташований на острова Сапаруа. Адміністративний центр — селище Сапаруа.

## Адміністративний поділ
До складу району входять 3 селища та 14 сіл:
| Населений пункт         | Населення, осіб (2010) |
| ----------------------- | ---------------------- |
| Боої, село              | 919                    |
| Ітавака, село           | 1820                   |
| Іха, селище             | 339                    |
| Іхамаху, село           | 1428                   |
| Кулур, село             | 824                    |
| Маху, село              | 578                    |
| Нолотх, село            | 2856                   |
| Оув, село               | 512                    |
| Паперу, село            | 1301                   |
| Портхо, село            | 2704                   |
| Сапаруа, селище         | 2680                   |
| Сірі-Сорі, село         | 1645                   |
| Сірі-Сорі-Амалату, село | 1923                   |
| Тіоув, селище           | 1443                   |
| Тухаха, село            | 2222                   |
| Уллатх, село            | 1478                   |
| Хар'я, село             | 6727                   |